# Kelet-nyugati pályaudvar
A Kelet-nyugati pályaudvar Cseh Tamás Frontátvonulás, Jóslat és Nyugati pályaudvar című műsorainak 1993-ban megjelent könyvkiadása, melyek szövegét Bereményi Géza írta.

## A könyvről
Bereményi Géza kötete 1993-ban a T-Twins Kiadó gondozásában jelent meg. A könyvben három Cseh Tamás-est teljes szövegkönyve olvasható: a Frontátvonulás (1979), a Jóslat (1981) és a Nyugati Pályaudvar (1992) szövege. 
Kelet-nyugati pályaudvar - Három időjárásjelentés, ahogy azt Cseh Tamás előadta az 1979., 1982. és 1992-es években
Az epikus keretbe helyezett dalszövegekben a szereplők a nyüzsgő Pályaudvar, a sötét Metróalagút és a zajos Körút látomásszerű fogságában vergődve keresik személyes megváltásukat. Mindhárom történet megegyezik abban, hogy olyan jelentőségteljes változások veszik kezdetüket, amelyek egyszer csak hamvukba halnak, illetve stílusukban egységes, az adott korokat leíró politikai változásokat érzékletesen követő hangulati körképek, mégis a rendszerváltás előtt született Frontátvonulás (1979) és Jóslat (1981) – ami hősei jobbára múltjukba, emlékeikbe temetkeznek – eredendően más, mint a 20. század végét visszatükröző Nyugati Pályaudvar (1992) – amely szereplői a mindennapi élményekbe, a fogyasztói társadalom talajvesztettsége okozta bódultba és bizonytalanságba feledkeznek.
Főbb „szereplők”
- Vízi
- Ecsédi
- Antoine
- Désiré

## Adaptációk
Szőcs Géza 2006-ban megjelent Liberté 1956 című dráma-kötetének 127. jelenete Bereményi Géza ezen művének szövegén alapul.
A Vígszínház ezzel a címmel 2016-ban bemutatott másfél órás koncertszínházi előadása, a Frontátvonulás és a Nyugati pályaudvar, illetve a Levél a nővéremnek 2. című albumokat dolgozza fel, így a szereplők a narráció és a párbeszédek mellett gyakran dalban szólalnak meg. A darab az előadók műhelymunkája, mely a szerző dramaturgiai segítségével, Cseh Tamás, Másik János és Zoltán Áron zenéivel készült. A szereplők számos hangszert megszólaltatva: Orosz Ákos, Tóth András – többnyire Ecsédi – és Zoltán Áron – többnyire Vizy szerepében –, akiket Kovács Márk szaxofonos és Laczi Sándor csellós kísér. A színmű az eredeti Cseh Tamás előadásoktól előadásmódjában is különbözik, ugyanis ebben a 20. század második felében történt magyar történelmi események jelentős problémáiról, helyzeteiről szóló abszurd szituációk humorral és szürrealisztikus élccel meghintve, a karakterek jellegét kihangsúlyozva kerültek a közönség elé.